# Tipula (Platytipula) tennessa
Tipula (Platytipula) tennessa is een tweevleugelige uit de familie langpootmuggen (Tipulidae). De soort komt voor in het Nearctisch gebied.